# Voetbal in India
Voetbal staat in India in de top 10 van de meest gespeelde sporten. Voetbal is de een van de meest gespeelde sporten in de deelstaten van Panaji, Kerala en West-Bengalen, terwijl Calcutta het voetbalmekka van India is.

## Geschiedenis
Het voetbal in India werd groot tijdens de dagen van het Brits imperium. Vele voetbalclubs in India werden gecreëerd tijdens dat imperium. Aanvankelijk werden de wedstrijden gespeeld tussen legerteams, nochtans werden er in het hele land in snel tempo clubs opgericht.
Het nationale voetbalteam was tot aan de jaren zeventig vrij succesvol. Ze kwalificeerden zich voor de olympische toernooien. In 1950 kwalificeerde India zich zelfs voor het Wereldkampioenschap voetbal van 1950, maar kon het niet deelnemen aangezien de Indiase voetbalbond AAIF het geld niet had om de accommodatie en reis te financieren. Er werd gesuggereerd dat de voornaamste reden om niet af te reizen naar het WK vanwege het feit dat de Indiase spelers voorkeur gaven om op blote voeten te spelen was, terwijl FIFA dat sinds de Olympische Spelen van 1948 verbiedt. De aanvoerder Sailen Manna, gaf echter aan dat dit niet de reden was van de AAIF om India terug te trekken uit het WK. Financiële redenen en het hoger aanzien van de Olympische Spelen in de ogen van de Indiërs bleken echter de voornaamste redenen.
Het Indiase team won in 1951 en 1962 de gouden medaille op de Aziatische Spelen, terwijl op de Olympische Zomerspelen 1956 in Melbourne de vierde plaats werd behaald.